# Sequencher
Sequencher est un logiciel de bio-informatique produit par la société Gene Codes Corporation depuis 1991.
Créé par la société GeneCodes en 1991, initialement pour une utilisation dans l'environnement MacIntosh, le logiciel Sequencher a ensuite aussi été adapté aux plateformes Windows,. Il s'agit d'un logiciel multi-fonction d'analyse et de manipulation de séquences nucléiques. Initialement, dans sa version 1.0, les séquences devaient être importées au format ASCII. À partir des versions ultérieures, il accepte la majorité des formats de séquences (GenBank, FASTA, EMBL, GCG...). Il permet de vérifier la qualité des séquences produites par les séquenceurs et donc de nettoyer ces séquences. Depuis ses premières versions, le logiciel possède la possibilité de vérifier la présence de séquences issues de vecteurs et de séquences de sites multiples de clonage. Ce logiciel permet de faire de l'assemblage de plusieurs séquences d'ADN contigües relativement courtes afin de créer des séquences plus longues (appelées contigs),.
Le logiciel accepte les électrophorègrammes des différents contigs issus des séquenceurs de gène et les aligne (appariement). Cela permet de les comparer les uns aux autres afin de produire une séquence corrigée (avec éventuellement des bases ambigües) portant sur l'ensemble de la portée des contigs mis bout à bout. La comparaison des séquences, grâce aux outils de visualisations graphiques, permet aussi de déterminer si les différences proviennent de séquences hétérozygotes ou non,. Il est aussi utilisé pour vérifier les mutations des différents gènes. L'utilisation de définition de motifs permet aussi de repérer des régions codantes ou particulières.
En 2001, en pleine période du séquençage du génome humain, le logiciel Sequencher occupe 75 % du marché de l'assemblage de séquences génomiques. Le logiciel Sequencher reste en 2022 le logiciel le plus largement utilisé dans les laboratoires académiques, biotechnologiques ou pharmaceutiques. Le logiciel est utilisé par une grande partie des laboratoires de médecine légale et gouvernementaux pour l'analyse des séquences d'ADN mitochondrial pour l'identification des personnes ou restes mortuaires.